# Sorrento (Włochy)
Sorrento – miejscowość i gmina we Włoszech, w regionie Kampania, w prowincji Neapol.
Miejscowość, położona nad Zatoką Neapolitańską (Morze Tyrreńskie) naprzeciw Wezuwiusza, słynie z przepięknych widoków, stąd też cieszy się dużą popularnością wśród turystów. Nazwa 'Sorrento' pochodzi od mitycznych Syren - 'Surrentum'. Sorrento założone zostało najprawdopodobniej przez Greków i funkcjonowało jako grecka kolonia. W późniejszych wiekach przechodziło we władanie kolejno - Etrusków, Syrakuzan i Samnitów, póki nie zostało podbite przez Rzymian. W czasach cesarstwa rzymskiego stanowiło popularne miejsce wypoczynku dla rzymskich dostojników. Miasteczko spopularyzowała neapolitańska piosenka „Torna a Surriento”, kompozycja Ernesto De Curtisa, wykonywana m.in. przez Luciano Pavarottiego oraz przez Annę German a także film „Wesele w Sorrento” („Den Skaldede frisør”, 2012, reż. Susanne Bier). W mieście urodził się Torquato Tasso, XVI-wieczny poeta, twórca słynnej Jerozolimy wyzwolonej. W centrum miasteczka znajduje się plac z pomnikiem poety - Piazza Tasso.
Według danych na rok 2004 gminę zamieszkiwało 15 659 osób, 1739,9 os./km².

## Galeria

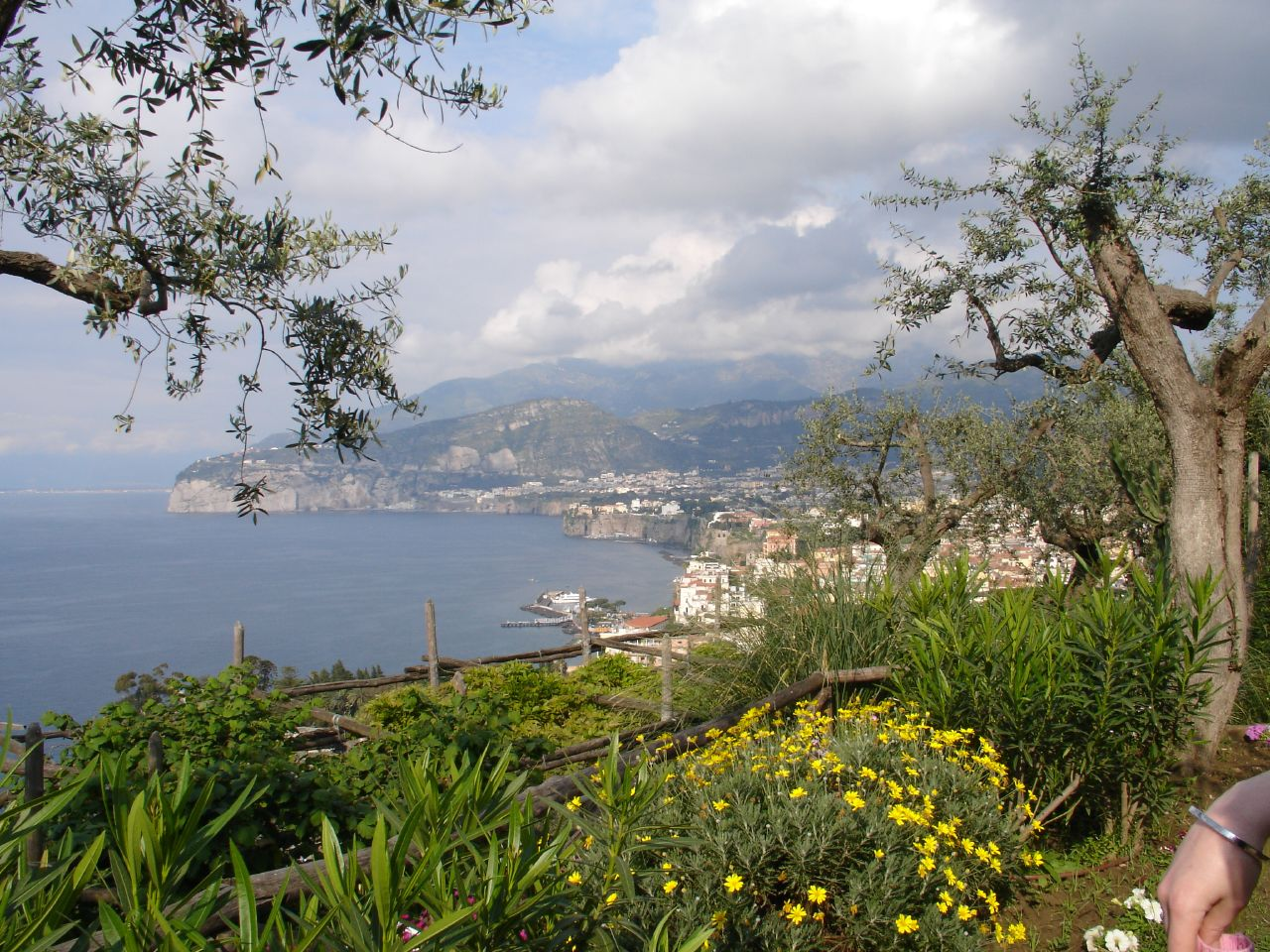
Sorrento
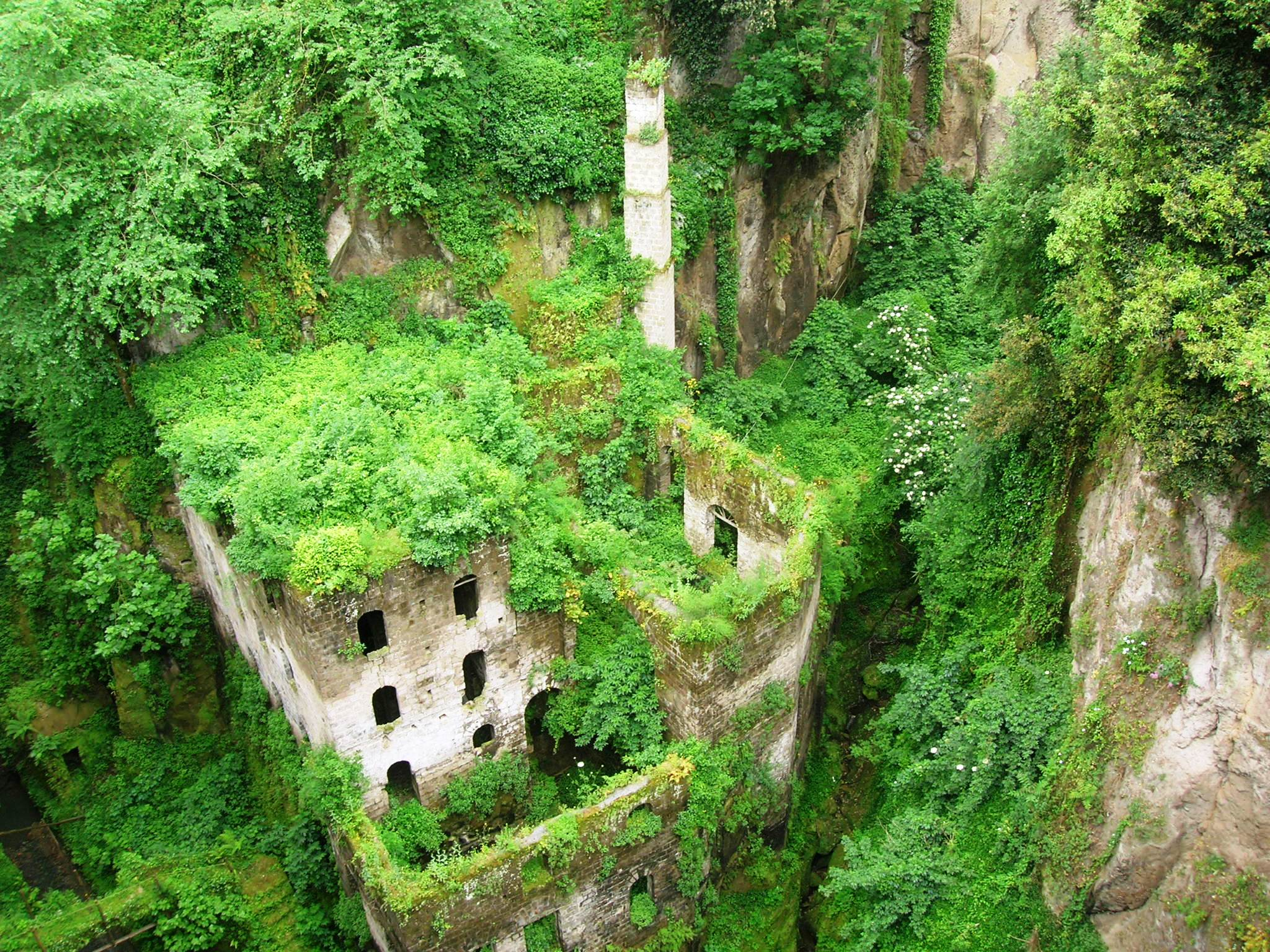
Dolina Młynów

## Współpraca
- Mar del Plata, Argentyna
- Nicea, Francja
- Skien, Norwegia
- Kumano, Japonia
- Santa Fe, Stany Zjednoczone